# 豆腐小僧

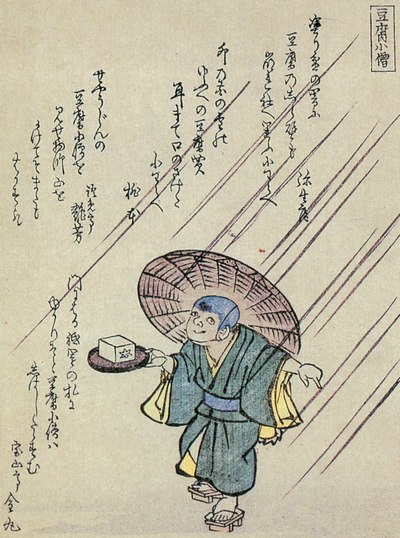
竜齋閑人正澄『狂歌百物語』「豆腐小僧」

豆腐小僧（とうふこぞう）是拿著裝載豆腐的盆，很像孩子的日本妖怪。

## 概要
来自鹿儿岛，模样是个头戴大圆斗笠，身穿和服的小和尚，头四四方方很大。脚只有两趾，会拿一盘好吃的豆腐给人吃，吃了豆腐的人身体会发霉。

## 豆腐小僧所出現過的作品
- 妖怪大戰爭
- 妖怪醫生
- 妖怪少爺
- 鬼太郎

豆富小僧

## 參看
- 日本妖怪列表